# Tristan Taormino

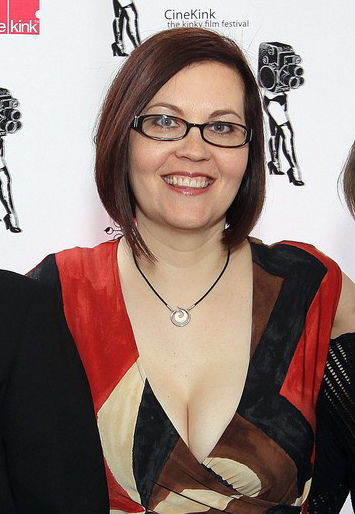
Tristan Taormino 2013

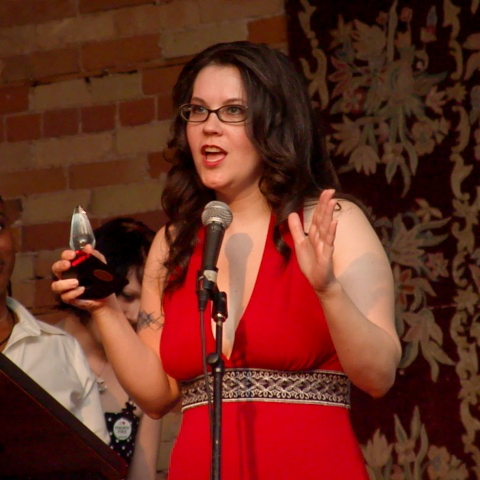
Tristan Taormino 2007

Tristan Taormino (* 9. Mai 1971 in Syosset, Nassau County, New York) ist eine feministische Autorin, Kolumnistin und Porno-Regisseurin.
1993 machte sie an der Wesleyan University ihren Bachelor in Amerikanistik und wurde in die akademische Gemeinschaft Phi Beta Kappa aufgenommen. Tristan Taormino ist die Nichte des Autors Thomas Pynchon.

## Karriere
Taormino ist die Autorin von vier Büchern, unter anderem des mit dem Firecracker Book Award ausgezeichneten Werkes The Ultimate Guide to Anal Sex for Women. Sie hat auch zwei Videos, die auf dem Buch basieren, gedreht. Das erste drehte sie mit John Stagliano als Co-Regisseur und Ernest Greene, beim zweiten führte sie ebenfalls Regie. 2006 hat sie den Pornofilm Chemistry für Vivid Entertainment Group gedreht, dem noch drei Fortsetzungen folgten. Ihre Filme gehören zur feministischen Pornografie, bei der ethisch korrekte Produktionsbedingungen, sex-positive Darstellungen und eine Betonung weiblicher Lust im Mittelpunkt stehen.
Sie ist die Autorin von zwölf Ausgaben des mit einem Lambda Literary Award ausgezeichneten Werkes Best Lesbian Erotica, einer jährlichen Anthologie veröffentlicht von Cleis Press, für die sie mit Schriftstellern wie Heather Lewis, Jewelle Gomez, Jenifer Levin, Chrystos, Joan Nestle, Patrick Califia, Amber Hollibaugh, Cheryl Clarke, Michelle Tea und Felice Newman zusammengearbeitet hat.
Sie war Kolumnistin für The Village Voice, Taboo, und Velvet Park. Sie ist die ehemalige Herausgeberin von On Our Backs, dem ältesten  Sexmagazin für Lesben in den USA. Über Taormino wurde in mehr als 200 Publikationen berichtet, unter anderem The New York Times, Redbook, Cosmopolitan, Glamour, Entertainment Weekly, Details, New York Magazine, Men’s Health und Playboy.
Sie unterrichtet an Colleges und Universitäten wie Yale, Brown, Columbia, Smith, Vassar, Swarthmore und New York University (NYU).
2004 war sie in Spike Lees Film She Hate Me zu sehen. Im Film Shortbus von John Cameron Mitchell war sie 2006 als sogenanntes „Sextra“, wie bei der Produktion Statisten für eine Sex-Orgien-Szene genannt wurden, beteiligt.

## Veröffentlichungen
- The Ultimate Guide to Anal Sex for Women (Cleis Press, 1997/2006) ISBN 1-57344-028-0.
- Pucker Up: A Hands-on Guide to Ecstatic Sex (ReganBooks, 2001), deutsch unter dem Titel: Ekstase pur. Die Erfüllung ihrer sexuellen Wünsche (Goldmann, 2002, ISBN 3-442-16458-3) – neuveröffentlicht als Paperback Down and Dirty Sex Secrets (2003) ISBN 0-06-098892-4.
- True Lust: Adventures in Sex, Porn and Perversion (Cleis Press, 2002) ISBN 1-57344-157-0.
- Opening Up: A Guide to Creating and Sustaining Open Relationships (Cleis Press, 2008) ISBN 978-1-57344-295-4.
- The Anal Sex Position Guide: The Best Positions for Easy, Exciting, Mind-Blowing Pleasure (Quiver, 2009) ISBN 978-1-59233-356-1.
- The Ultimate Guide to Kink: BDSM, Role Play and the Erotic (mit Barbara Carrellas; Cleis Press, 2012).
- 50 Shades of Kink: An Introduction to BDSM (Cleis Press, 2014) ISBN 978-1-62778-030-8.
- A Part of the Heart Can't Be Eaten: A Memoir, Duke University Press, Durham 2023, ISBN 978-1-4780-2022-6.

### Herausgeberin
- Pucker Up: the zine with a mouth that's not afraid to use it (Black Dog Productions, 1995–?)
- Best Lesbian Erotica (Cleis Press, 1996-heute)
- Ritual Sex (Rhinoceros Books, 1996) Mitherausgeber
- A Girl's Guide To Taking Over the World: Writings from the Girl Zine Revolution (St. Martin's Press, 1997) Mitherausgeber
- Hot Lesbian Erotica (Cleis Press, 2005)
- Best Lesbian Bondage Erotica (Cleis Press, 2007)
- Sometimes She Lets Me: Best Butch/Femme Erotica (Cleis Press, 2010)
- Take Me There: Trans and Genderqueer Erotica (Cleis Press, 2011) ISBN 978-1-57344-720-1
- The Ultimate Guide To Kink: BDSM, Role Play and the Erotic Edge (Cleis Press, 2012) ISBN 978-1-57344-779-9
- Stripped Down: Lesbian Sex Stories (Cleis Press, 2012) ISBN 978-1-57344-794-2
- The Feminist Porn Book: The Politics of Producing Pleasure (Feminist Press, 2013) Mitherausgeber ISBN 978-1-55861-818-3
- When She Was Good: Best Lesbian Erotica (Cleis Press, 2014) ISBN 978-1-62778-069-8

### Wissenschaftliche Artikel
- Tristan Taormino: The danger of protecting our children: government porn regulation threatens alternative representations and doesn't save kids. In: Yale Journal of Law and Feminism. 18. Jahrgang, Nr. 1. Yale Law School, 2006, S. 277–282 (englisch, yale.edu). PDF.
- Georgina Voss: Tristan Taormino interviewed by Georgina Voss. In: Porn Studies. 1. Jahrgang, Nr. 1–2, Januar 2014, S. 203–205, doi:10.1080/23268743.2014.888257 (englisch).

## Videos
- Ultimate Guide to Anal Sex for Women (Evil Angel, 1999).
- Ultimate Guide to Anal Sex for Women 2 (Evil Angel, 2001).
- Chemistry  (Vivid Entertainment Group / Smart Ass Productions, 2006)
- Tristan Taormino's House of Ass (Adam & Eve, 2005)
- Chemistry 2  (Vivid / Smart Ass Productions, 2006)
- Chemistry 3  (Vivid Entertainment Group, 2006)
- Tristan Taormino's Expert Guide to Anal Sex (Vivid Entertainment Group, 2007)
- Tristan Taormino's Expert Guide to Oral Sex 1: Cunnilingus (Vivid Entertainment Group, 2007)
- Tristan Taormino's Expert Guide to Oral Sex 2: Fellatio (Vivid Entertainment Group, 2007)
- Chemistry 4 (Vivid Entertainment Group, 2008)
- Penny Flame's Expert Guide to Hand Jobs for Men and Women (Vivid Entertainment Group, 2008)
- Tristan Taormino's Expert Guide to the G Spot (Vivid Entertainment Group, 2008)
- Tristan Taormino's Expert Guide to Threesomes (Vivid Entertainment Group, 2008)
- Midori's Expert Guide to Sensual Bondage (Vivid Entertainment Group, 2009)
- Rough Sex 1 (Vivid Entertainment Group, 2009)
- Tristan Taormino's Expert Guide to Anal Pleasure for Men (Vivid Entertainment Group, 2009)
- Tristan Taormino's Expert Guide to Positions (Vivid Entertainment Group, 2009)
- Rough Sex 2 (Vivid Entertainment Group, 2010)
- Tristan Taormino's Expert Guide to Advanced Fellatio (Vivid Entertainment Group, 2010)
- Tristan Taormino's Expert Guide to Female Orgasms (Vivid Entertainment Group, 2010)
- Rough Sex 3: Adrianna's Dangerous Mind (Vivid Entertainment Group, 2011)
- Tristan Taormino's Expert Guide to Advanced Anal Sex (Vivid Entertainment Group, 2011)
- Tristan Taormino's Expert Guide to Female Ejaculation (Vivid Entertainment Group, 2012)
- Tristan Taormino's Expert Guide to Pegging (Vivid Entertainment Group, 2012)
- Tristan Taormino's Expert Guide To Kinky Sex For Couples (Adam & Eve, 2013)
- Tristan Taormino's Guide to Bondage for Couples (Adam & Eve, 2013)

## Auszeichnungen
- 2000: AVN Award – Best Anal Themed Release, Tristan Taormino's Ultimate Guide to Anal Sex For Women
- 2000: AVN Award – Best Group Sex Scene – Video, Tristan Taormino's Ultimate Guide to Anal Sex For Women[3]
- 2002: Lambda Literary Award – Erotica, Best Lesbian Erotica 2003
- 2003: Lambda Literary Award – Erotica, Best Lesbian Erotica 2004
- 2006: Feminist Porn Awards – Hottest Anal Adventure, House of Ass[4]
- 2007: AVN Award – Best Gonzo Release, Chemistry[5]
- 2007: Feminist Porn Awards – Hottest Gonzo Sex Scene and Hottest Diverse Cast, Chemistry 1[6]
- 2007: Feminist Porn Awards – Smutty Schoolteacher of the Year (Educational Title), Tristan Taormino's Expert Guide to Oral Sex Part 1 Cunnilingus and Part 2 Fellatio[7]
- 2009: AVN Award –  Best Educational Release, Expert Guide to Oral Sex 2[8]
- 2010: AVN Award – Best Educational Release, Tristan Taormino's Expert Guide To Threesomes[9]
- 2010: Feminist Porn Awards – The Smutty Schoolteacher Award for Sex Education, Tristan Taorminos Expert Guide to Anal Pleasure for Men[10]
- 2010: Feminist Porn Awards – The Trailblazer (Lifetime Achievement Award)
- 2011: AVN Award – Best Educational Release, Tristan Taormino's Expert Guide to Advanced Fellatio[11]
- 2010: Feminist Porn Awards – Hottest Kink Movie, Tristan Taormino's Rough Sex 2[12]
- 2011: Lambda Literary Award – Lesbian Erotica, Sometimes She Lets Me: Best Butch/Femme Erotica
- 2012: XRCO Hall of Fame in der Kategorie Fünfte Gewalt[13]
- 2012: Feminist Porn Awards – Smutty Schoolteacher Award for Sex Education, The Expert Guide To Advanced Anal Sex[14]
- 2012: Lambda Literary Award – Transgender Fiction, als Hrsg.: Take Me There: Trans and Genderqueer Erotica
- 2013: Feminist Porn Awards – Smutty Schoolteacher Award for Sex Education, The Expert Guide to Pegging: Strap-on Anal Sex for Couples[15]
- 2013: Feminist Porn Awards – Smutty Schoolteacher Award for Sex Education, Tristan Taormino's Guide to Bondage for Couples[16]